# Tôle ondulée

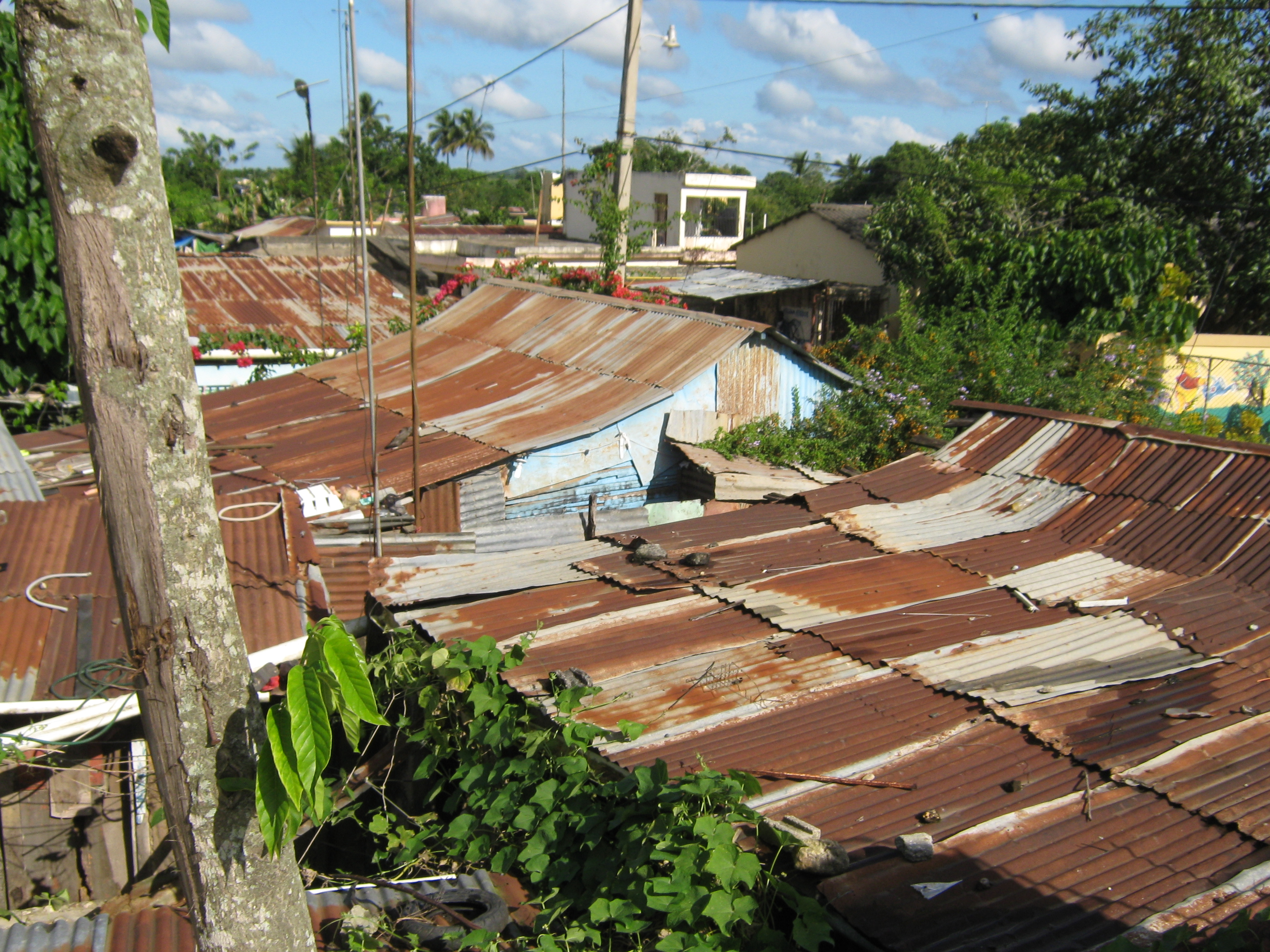
Toitures en tôle ondulée, en République dominicaine.

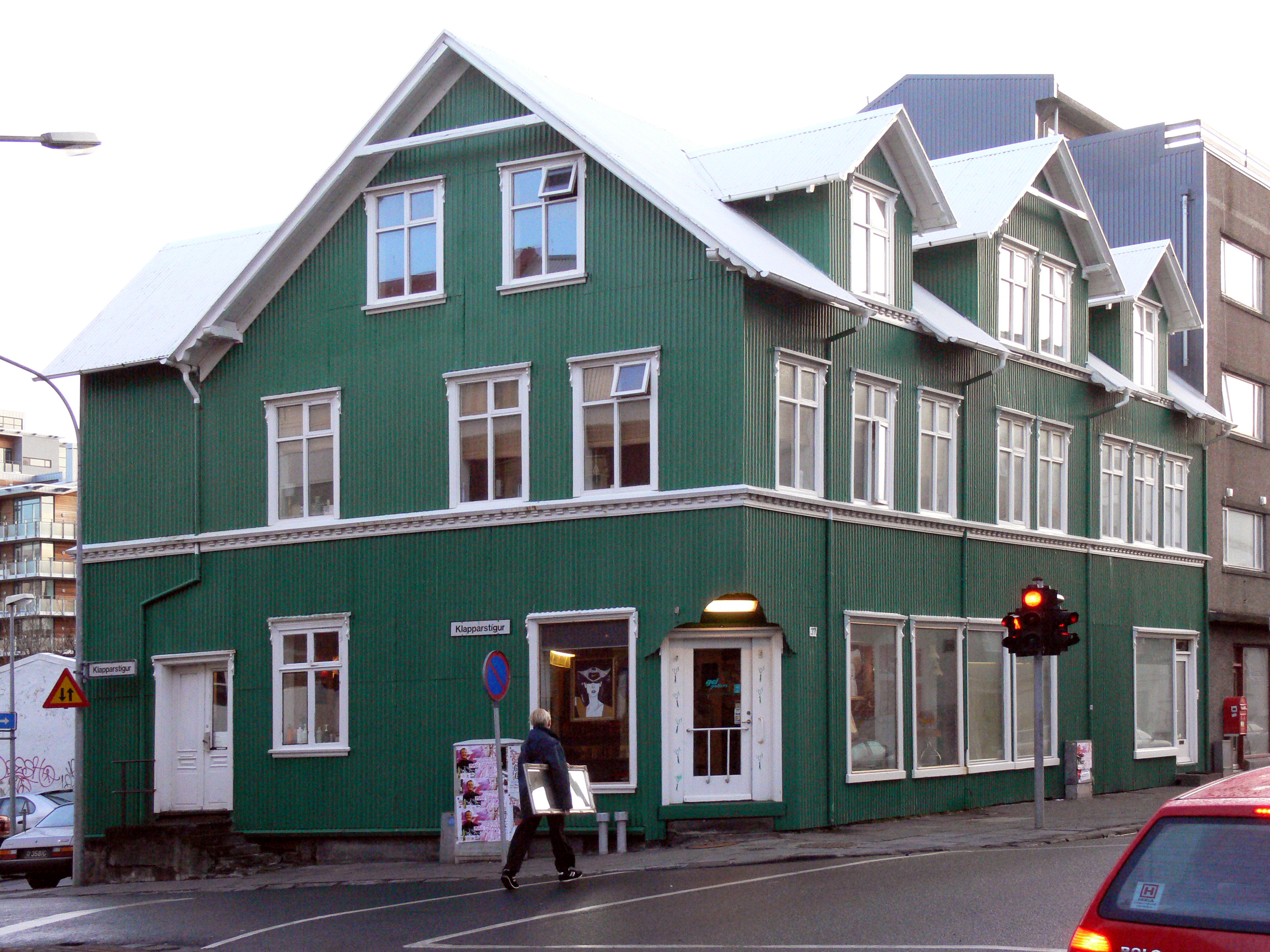
Façade en tôle ondulée, à Reykjavik.

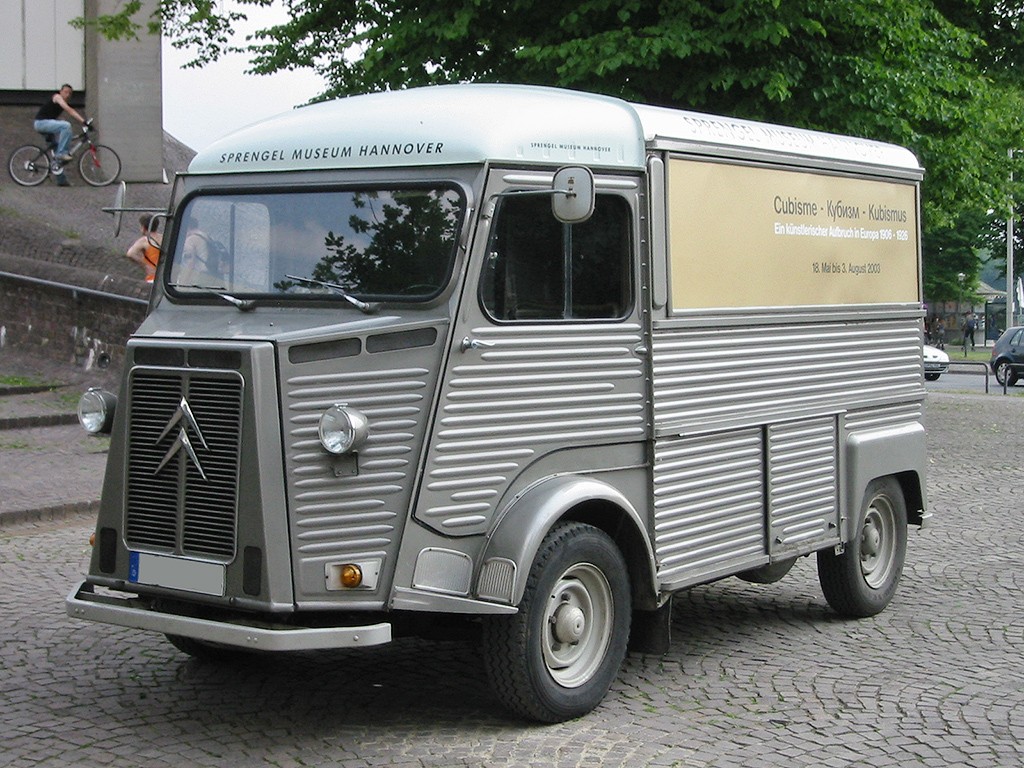
Camionnette Citroën Type H à carrosserie en tôle ondulée.

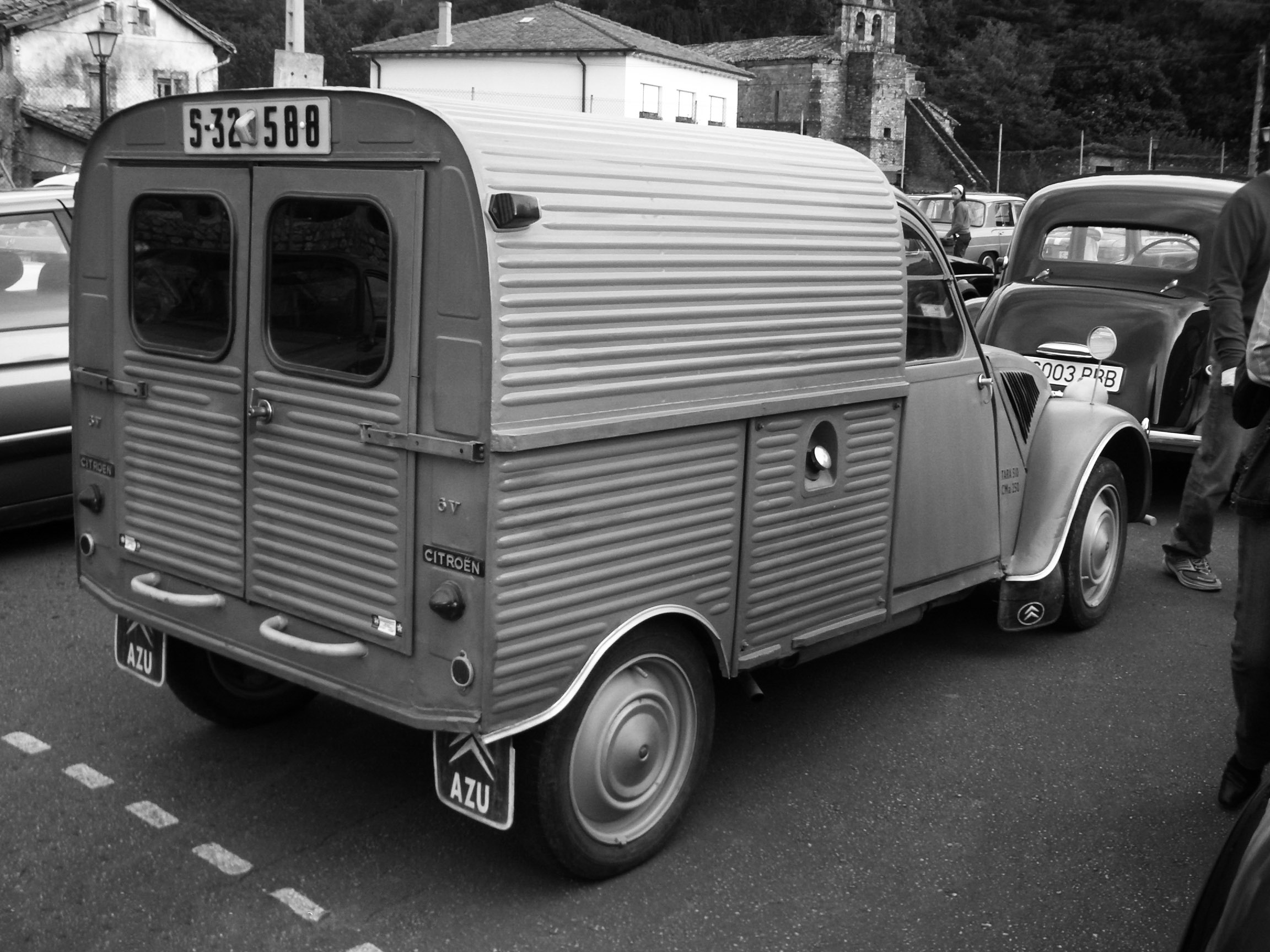
Citroën 2CV AZU.

La tôle ondulée est un matériau de construction commercialisé sous forme de plaques métalliques composées de feuilles d'acier galvanisé à chaud et laminé à froid pour leur donner un profil ondulé. Elle est principalement utilisée pour les toitures, mais a connu d'autres usages, comme dans l'automobile, l’aviation, la fabrication en série de hangars, de fûts, de boîtes de conserves.
Par analogie, on parle de pistes en tôle ondulée pour désigner des routes en sable ou en terre traversées par des rides transversales régulières dues aux passages des véhicules.

## Utilisations
Le laminage à l'origine des ondulations augmente, à masse donnée, l'inertie de flexion de la tôle dans la direction perpendiculaire à ces ondulations : les creux et bosses de la tôle font que l'acier y est écarté du plan moyen, ce qui augmente le bras de levier et donc le moment résistant,. Normalement, les tôles vendues sont plus longues dans l'axe des crêtes, car plus faciles à manutentionner (à charger et à décharger).
La tôle ondulée est fréquemment utilisée comme élément de bardage ou de couverture : convenablement étayée ou contre-ventée, elle permet de couvrir de grandes surfaces et d'assurer la fonction d'étanchéité (au vent et à la pluie) d'un hangar ou d'une dépendance. C'est pourquoi elle est, depuis deux siècles, très employée en milieu rural ou militaire, en couverture, pour les silos ou les bidons et containers. Le mot français bidonville fait allusion à l'omniprésence de la tôle ondulée dans les taudis périurbains du début du XXe siècle, qui évoquait alors les bidons métalliques.
Des véhicules et des avions, comme le Junkers Ju 52, ont été construits en tôle ondulée. Les carrosseries du fourgon Citroën Type H et des premières versions de la Citroën 2 CV étaient en partie constituées de tôle ondulée.

## Historique

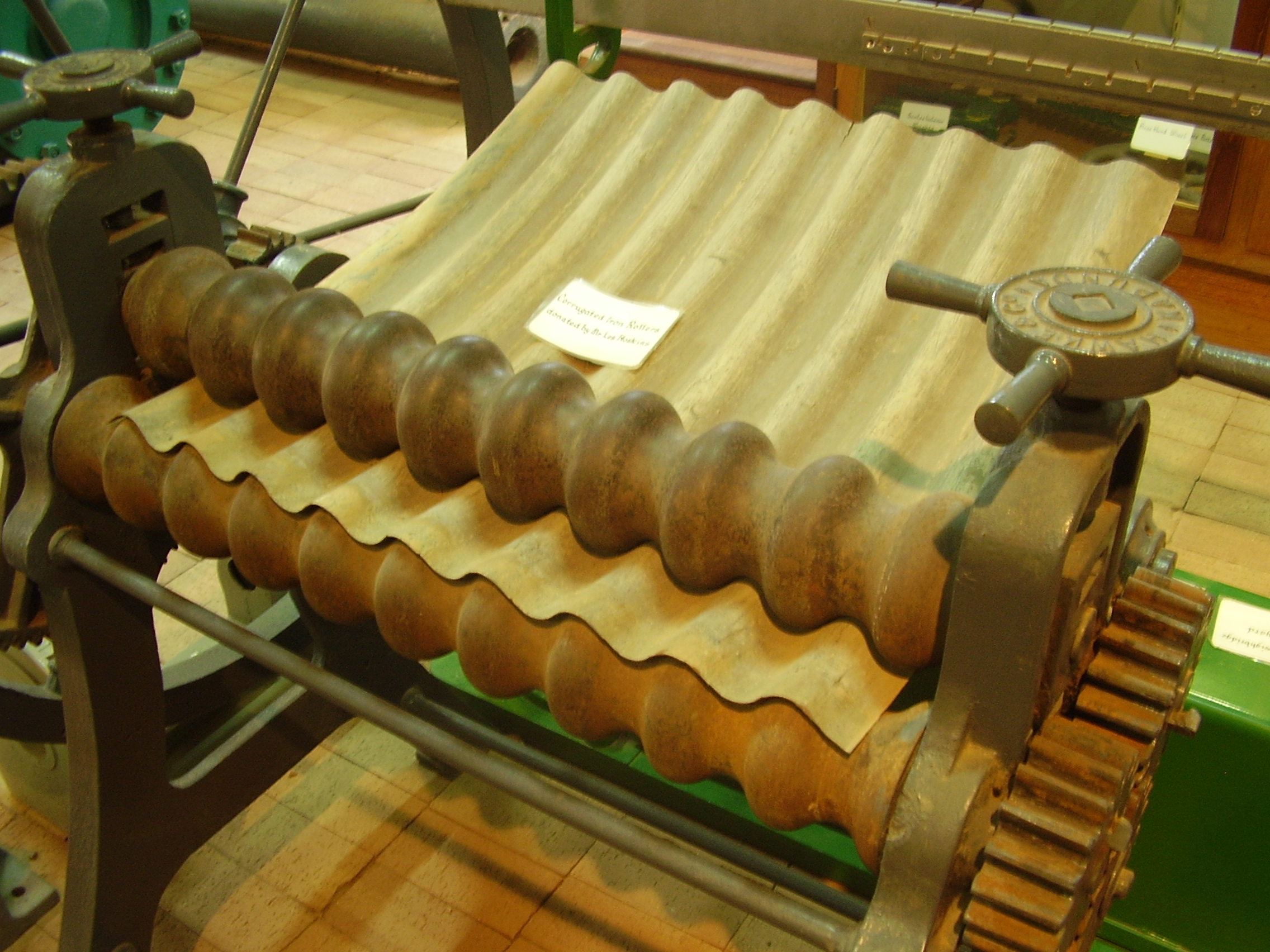
Ancien laminoir à main pour la tôle ondulée.

L'invention de la tôle ondulée est attribuée à un ingénieur chargé d'aménager les docks de Londres, Henry Robinson Palmer, qui déposa le premier brevet pour ce matériau en 1829. À l'expiration de ce brevet (1843), la tôle ondulée se répandit à travers le monde comme matériau de construction léger et résistant : elle fut utilisée en Angleterre comme élément de toiture dès les années 1850, et après 1900 dans les cités minières de l'Ouest américain, d'Australie et de Nouvelle-Zélande,.
En donnant aux nervures une profondeur plus importante que le pas transversal d'espacement, un industriel de Barmen, Carl Ludwig Wesenfeld, fit vers 1875 de la tôle ondulée un matériau de construction adapté aussi bien aux machines qu'au bardage des grandes halles industrielles.